# Basketball Club Žalgiris 2016-2017
Questa voce raccoglie le informazioni riguardanti il Basketball Club Žalgiris nelle competizioni ufficiali della stagione 2016-2017.

## Stagione
La stagione 2016-2017 del Basketball Club Žalgiris è la 24ª nel massimo campionato lituano di pallacanestro, la Lietuvos krepšinio lyga.

## Roster
Aggiornato al 14 luglio 2018.
| Žalgiris Kaunas 2016-17 | Žalgiris Kaunas 2016-17 |
| Giocatori               | Staff tecnico           |
| ----------------------- | ----------------------- |

| N. | Naz.                                    | Ruolo | Nome                 | Anno | Alt.   | Peso   |  |
| -- | --------------------------------------- | ----- | -------------------- | ---- | ------ | ------ |  |
| 3  | Canada (bandiera) · Slovenia (bandiera) | G     | Kevin Pangos         | 1993 | 186 cm | 82 kg  |  |
| 4  | Lituania (bandiera)                     | P     | Lukas Lekavičius     | 1994 | 180 cm | 76 kg  |  |
| 6  | Lituania (bandiera)                     | G     | Paulius Valinskas    | 1995 | 191 cm | 93 kg  |  |
| 7  | Lituania (bandiera)                     | AP    | Martynas Varnas      | 1997 | 196 cm | 80 kg  |  |
| 9  | Francia (bandiera)                      | P     | Léo Westermann       | 1992 | 198 cm | 86 kg  |  |
| 10 | Lituania (bandiera)                     | G     | Renaldas Seibutis    | 1985 | 196 cm | 84 kg  |  |
| 12 | Australia (bandiera)                    | AG    | Brock Motum          | 1990 | 208 cm | 111 kg |  |
| 13 | Lituania (bandiera)                     | AG    | Paulius Jankūnas (C) | 1984 | 205 cm | 107 kg |  |
| 15 | Lituania (bandiera)                     | C     | Robertas Javtokas    | 1980 | 211 cm | 122 kg |  |
| 21 | Lituania (bandiera)                     | G     | Artūras Milaknis     | 1986 | 195 cm | 90 kg  |  |
| 22 | Lituania (bandiera)                     | AG    | Gytis Masiulis       | 1998 | 207 cm | 99 kg  |  |
| 23 | Brasile (bandiera) · Spagna (bandiera)  | AC    | Augusto Lima         | 1991 | 208 cm | 104 kg |  |
| 44 | Lituania (bandiera)                     | C     | Antanas Kavaliauskas | 1984 | 208 cm | 113 kg |  |
| 55 | Germania (bandiera)                     | AG    | Isaiah Hartenstein   | 1998 | 210 cm | 113 kg |  |
| 92 | Lituania (bandiera)                     | AP    | Edgaras Ulanovas     | 1992 | 199 cm | 94 kg  |  |

| Allenatore |
| - Šarūnas Jasikevičius                                                                                               |
| Assistente/i |
| - Evaldas Beržininkaitis - Darius Maskoliūnas - Darius Songaila Legenda - (C) Capitano - (IN) Inattivo - Infortunato |

## Mercato

### Sessione estiva
| Acquisti | Acquisti             | Acquisti       | Acquisti   | Acquisti |
| R.a      | Nome                 | da             | Modalità   |          |
| -------- | -------------------- | -------------- | ---------- | -------- |
| G        | Kevin Pangos         | Gran Canaria   | definitivo |          |
| P        | Léo Westermann       | Limoges CSP    | definitivo |          |
| G        | Artūras Milaknis     | UNICS Kazan'   | definitivo |          |
| C        | Antanas Kavaliauskas | Lietuvos rytas | definitivo |          |
| AC       | Augusto Lima         | Real Madrid    | prestito   |          |

| Cessioni | Cessioni            | Cessioni          | Cessioni       | Cessioni |
| R.       | Nome                | a                 | Modalità       |          |
| -------- | ------------------- | ----------------- | -------------- | -------- |
| A        | Siim-Sander Vene    | Nižnij Novgorod   | fine contratto |          |
| AP       | Martynas Pocius     | Murcia            | prestito       |          |
| PG       | Olivier Hanlan      | Le Mans           | fine contratto |          |
| C        | Martynas Sajus      | Starogard Gdański | prestito       |          |
| P        | Jerome Randle       | Adelaide 36ers    | fine contratto |          |
| C        | Ian Vougioukas      | Lokomotiv Kuban'  | fine contratto |          |
| AP       | Vytenis Lipkevičius | Prienai           | fine contratto |          |
| G        | Kaspars Vecvagars   | VEF Rīga          | fine contratto |          |